# Eremomidas arabicus
Eremomidas arabicus är en tvåvingeart som beskrevs av Joseph Charles Bequaert 1961. Eremomidas arabicus ingår i släktet Eremomidas och familjen Mydidae.
Artens utbredningsområde är Sydjemen. Inga underarter finns listade i Catalogue of Life.